# Chapelle Sainte-Philomène de Plourin-lès-Morlaix
La chapelle Sainte-Philomène et Saint-Michel est une chapelle catholique de style néo-classique, située au carrefour de la rue d'Argoad (ou Argoat) et de la route de la Croix de Pierre, au Nord-Est du bourg de Plourin-lès-Morlaix, dans le département du Finistère. C'est le seul édifice religieux du Diocèse de Quimper et de Léon à être dédié à Sainte Philomène, vierge et martyre au IVe siècle sous Dioclétien. 

## Historique

### Construction
Cet édifice a été construit en 1843.

### Changement de vocable et abandon
En 1961, à la suite de la décision de Jean XXIII de rayer sainte Philomène du calendrier liturgique sous prétexte qu'elle n'a jamais existé, la chapelle changea de vocable pour prendre celui de Saint Michel Archange.
Mais, au fil des années, l'édifice finit par être délaissé et son état devint tel qu'il fut fermé au public. 

### Désacralisation et rénovation
Au début des années 2010, la chapelle est désacralisée, puis rénovée entre 2012 et 2015 par la commune de Plourin-lès-Morlaix, propriétaire de l'édifice, avant d'être inauguré le 17 avril 2015 ; elle sert désormais d'espace d'animation. 

## Description
Cet un édifice de plan rectangulaire à vaisseau unique terminé par un chevet plat flanqué d'une sacristie et orienté sud-est – nord-ouest. 

Le gros œuvre est en moellon de schiste et de granit, à l'exception des encadrements de baies et des chaînages d'angle, qui sont en pierre de taille de granit.

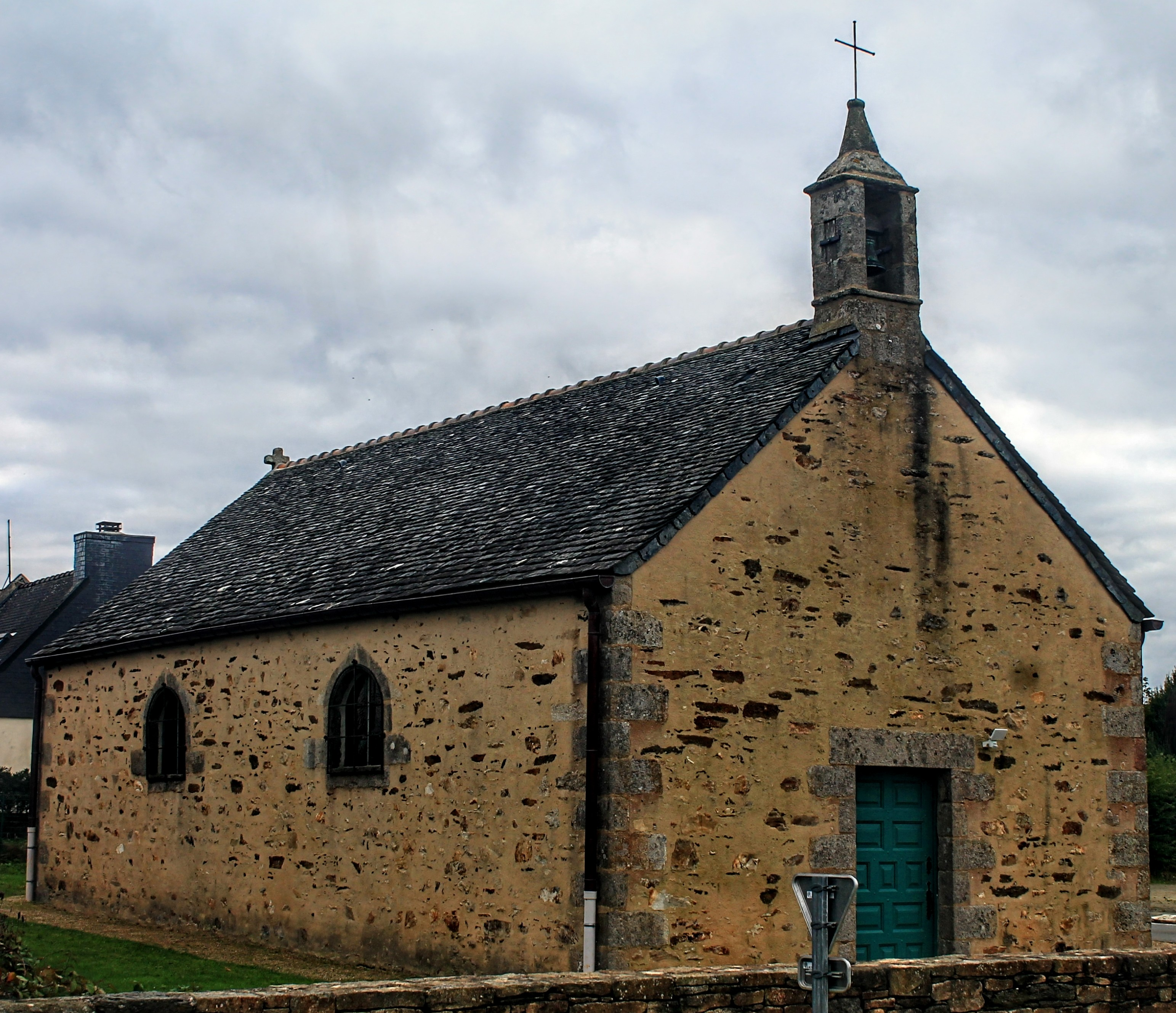
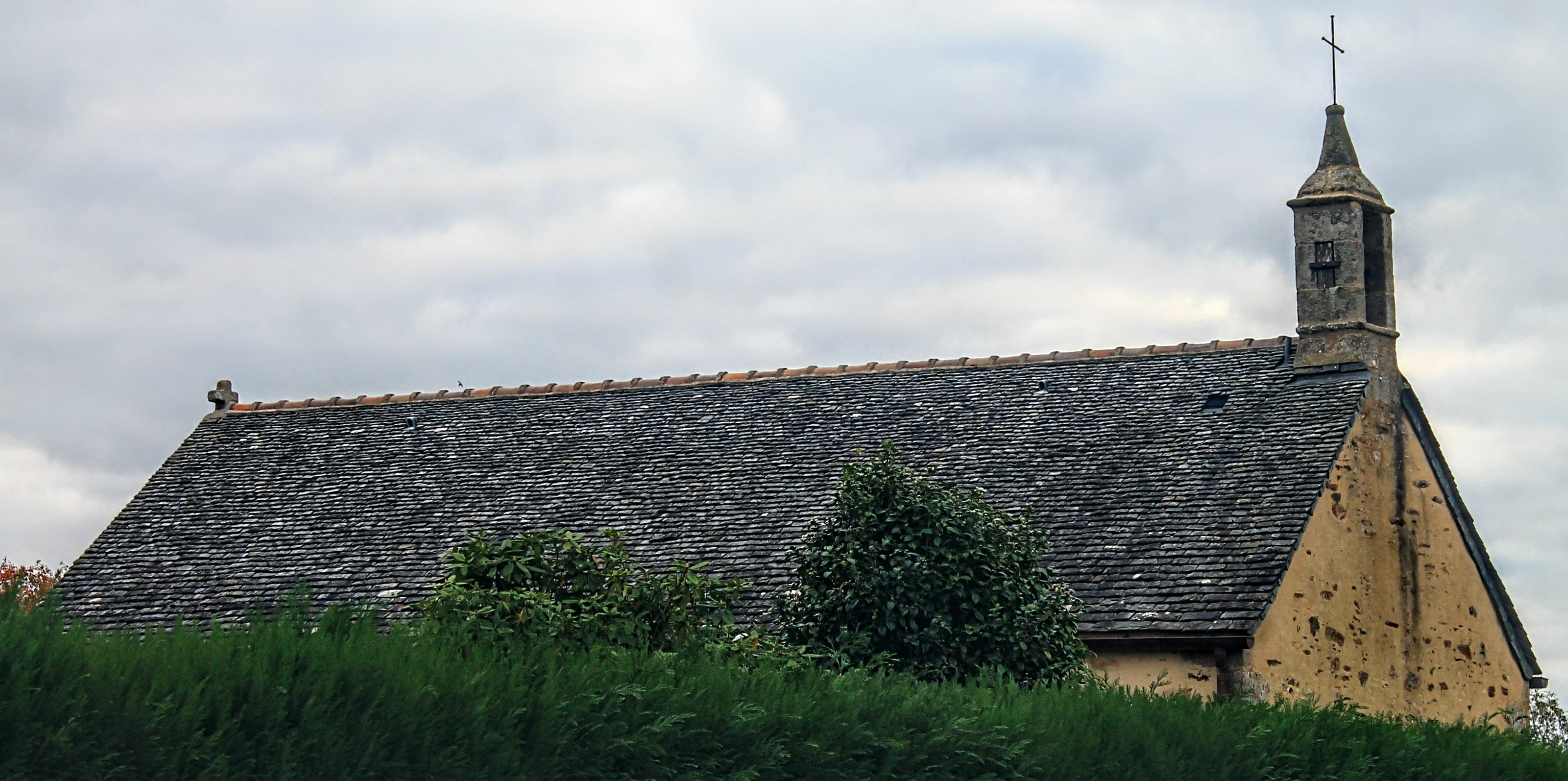
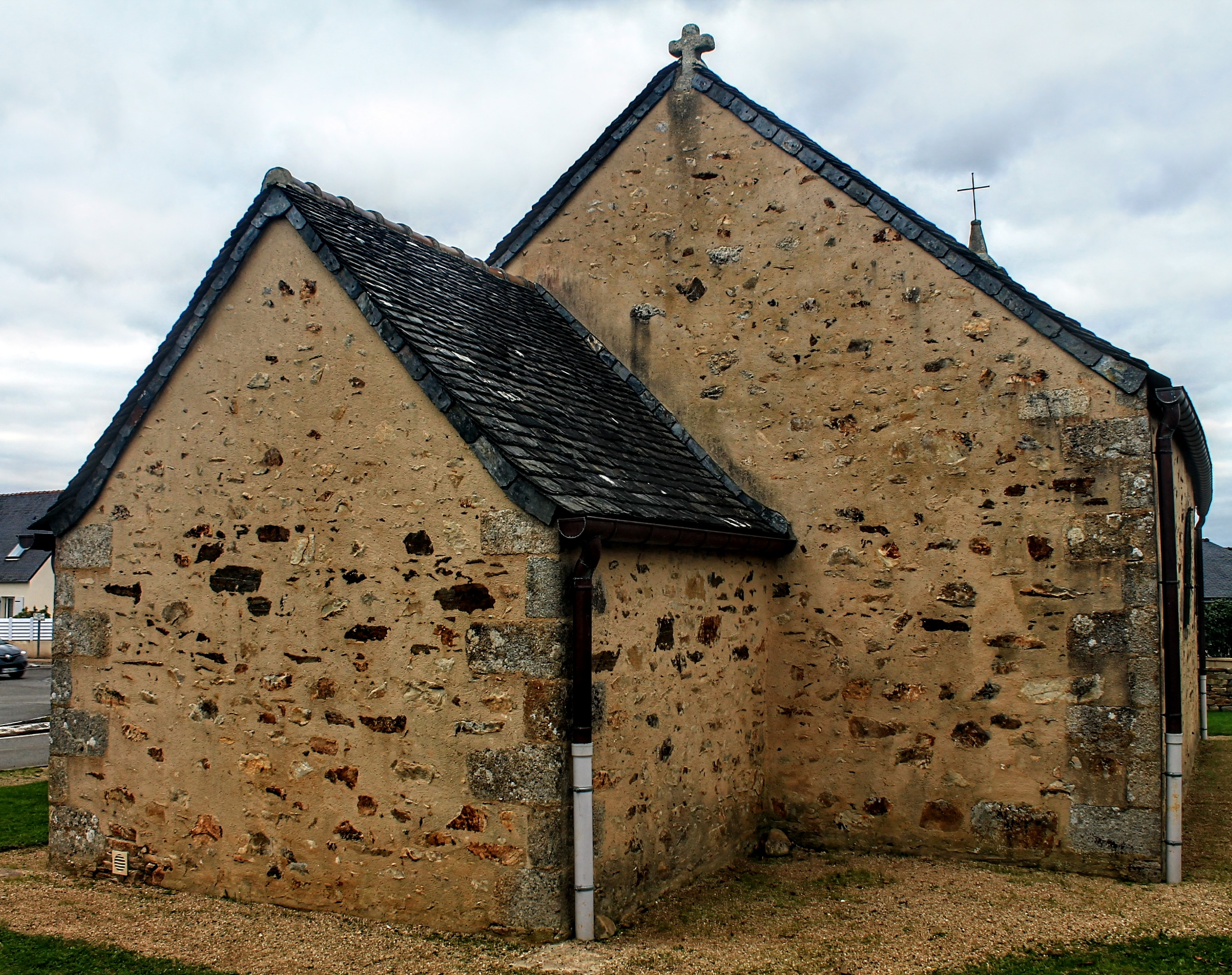
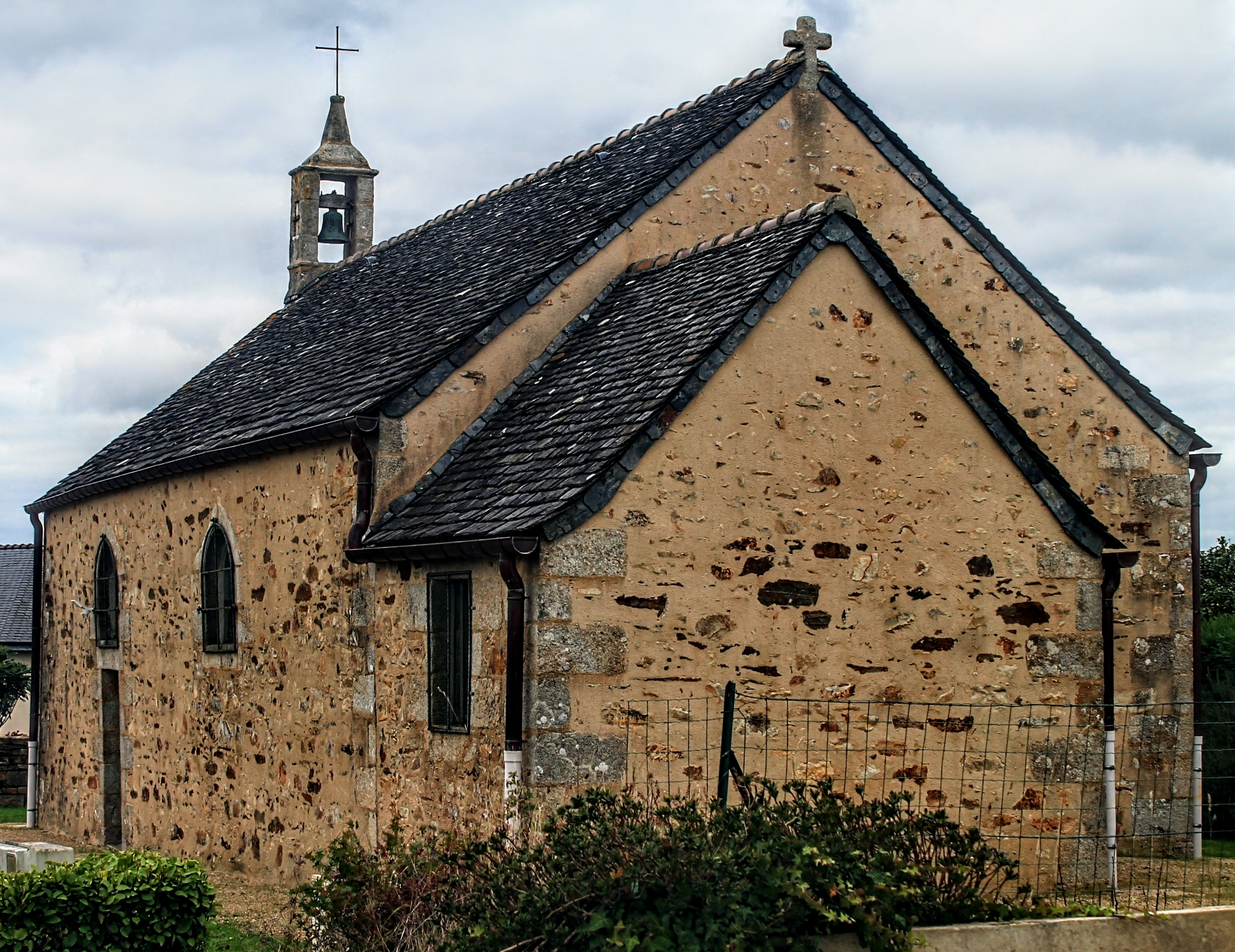
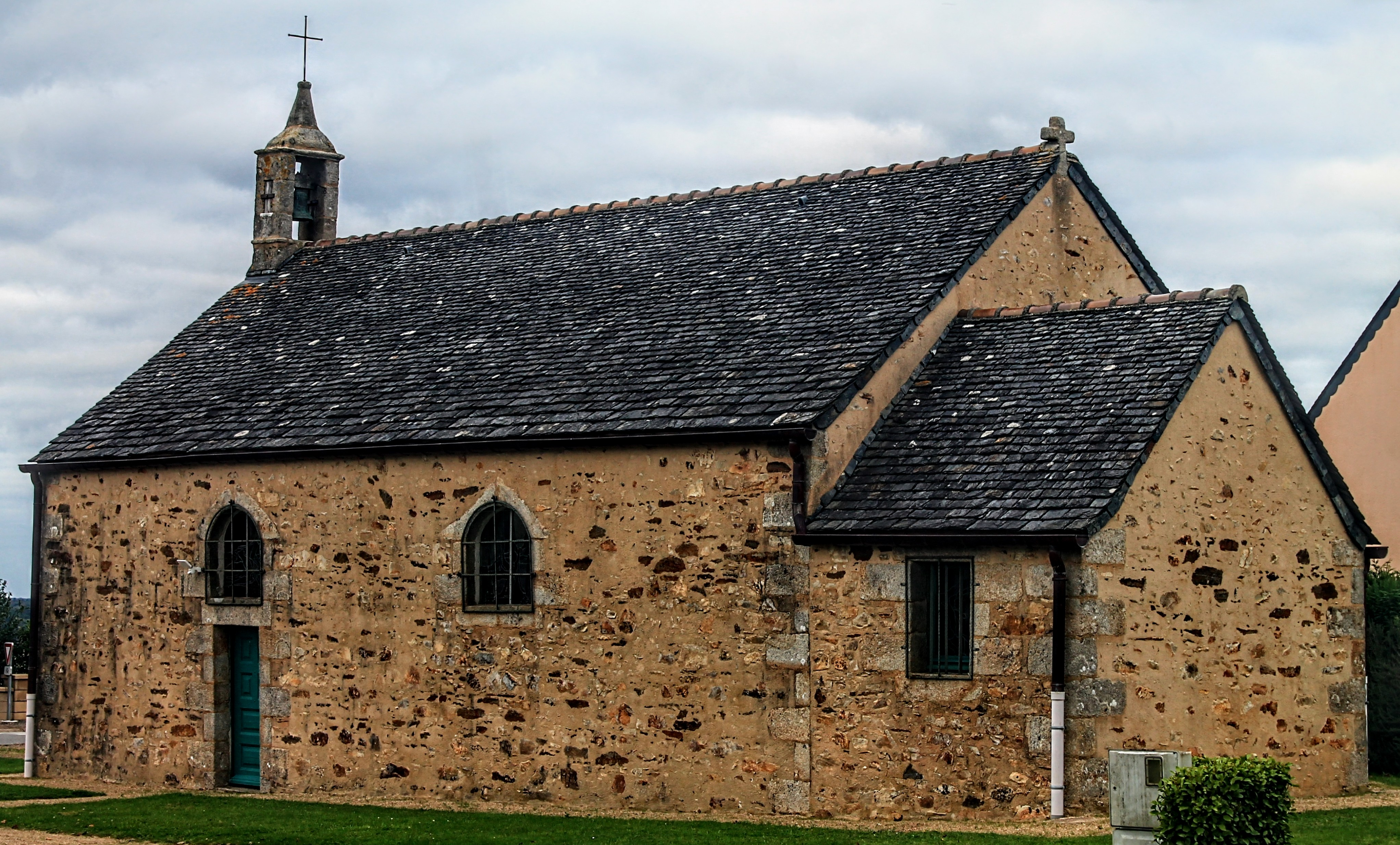
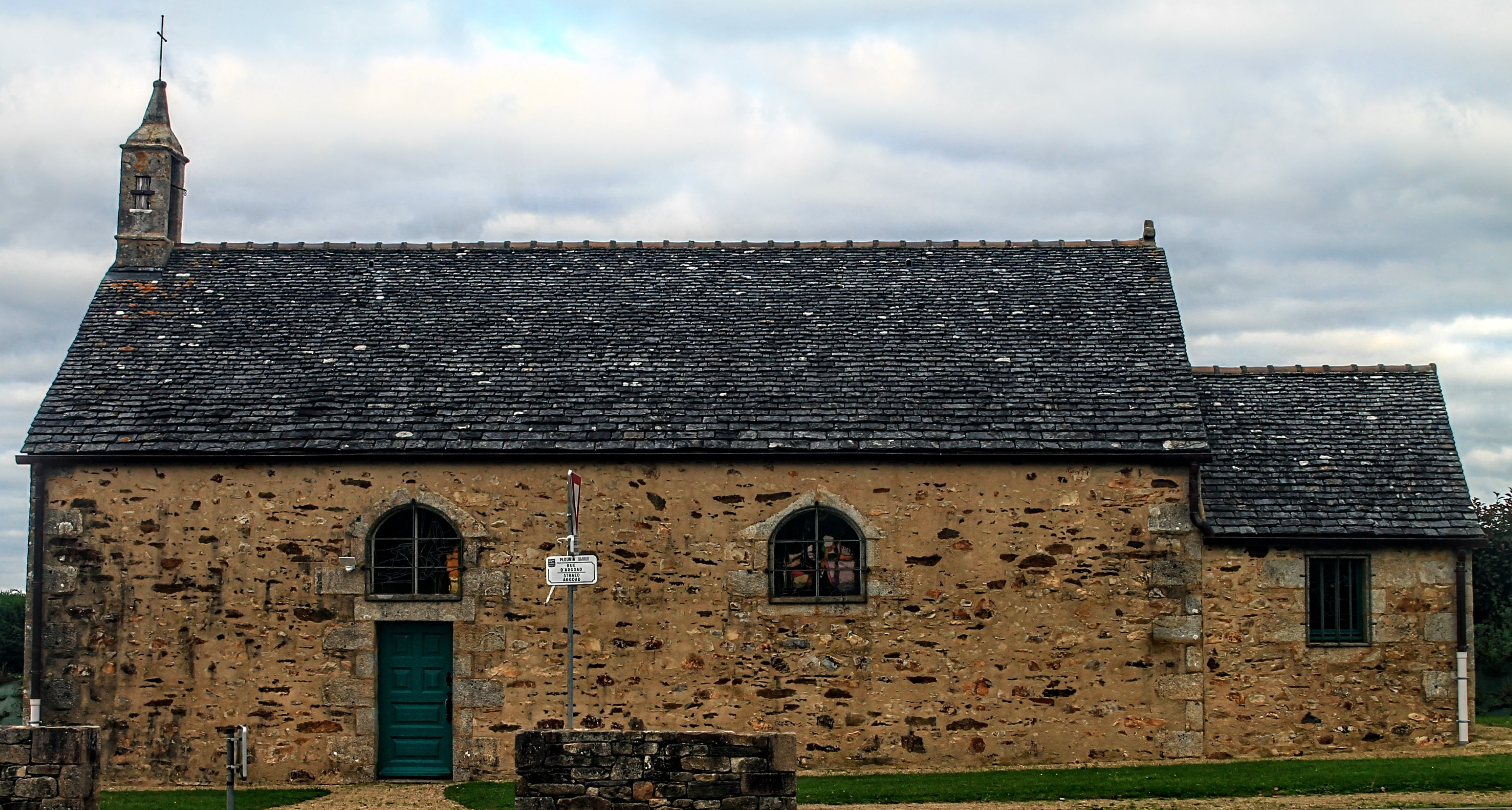
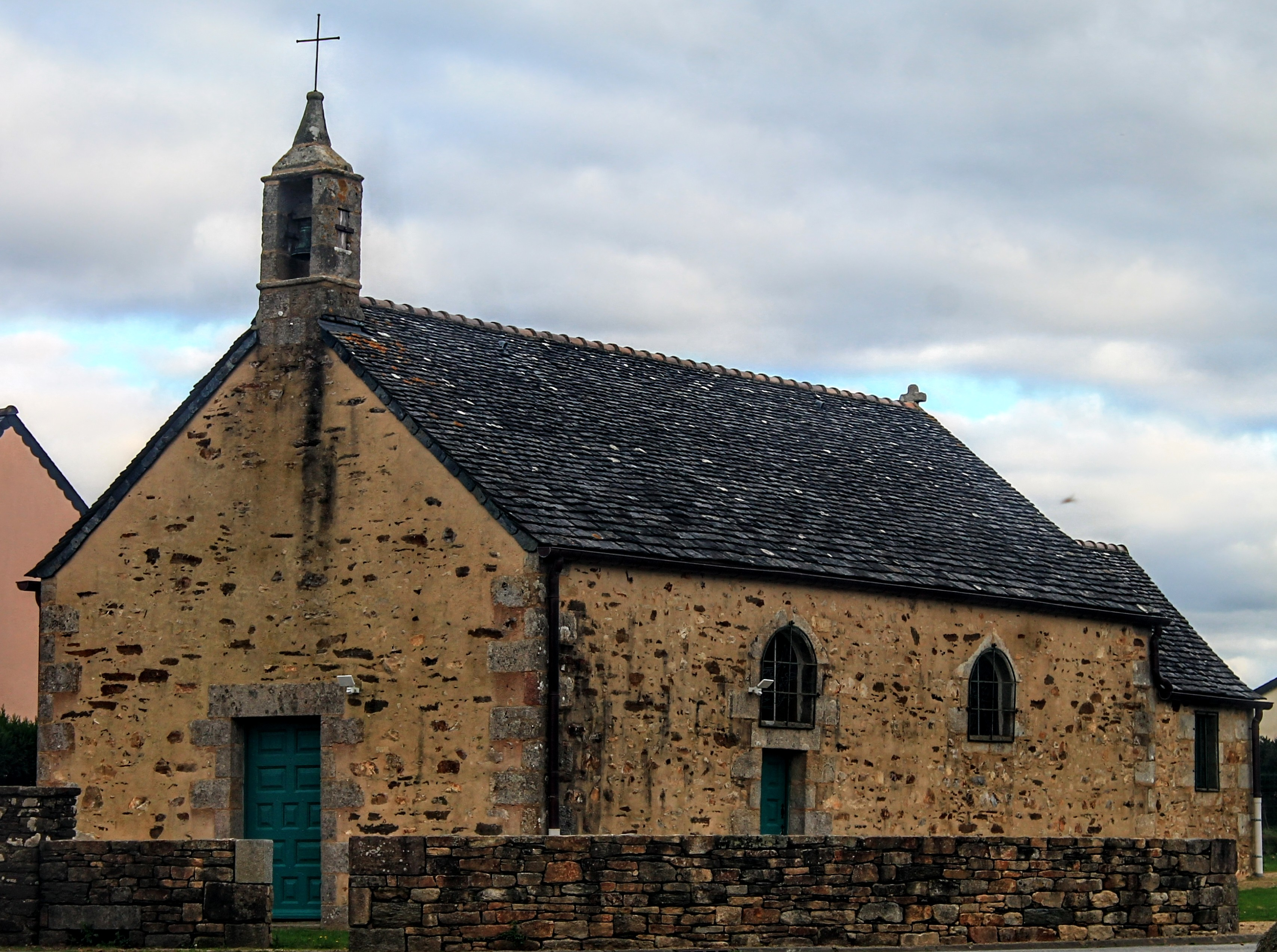
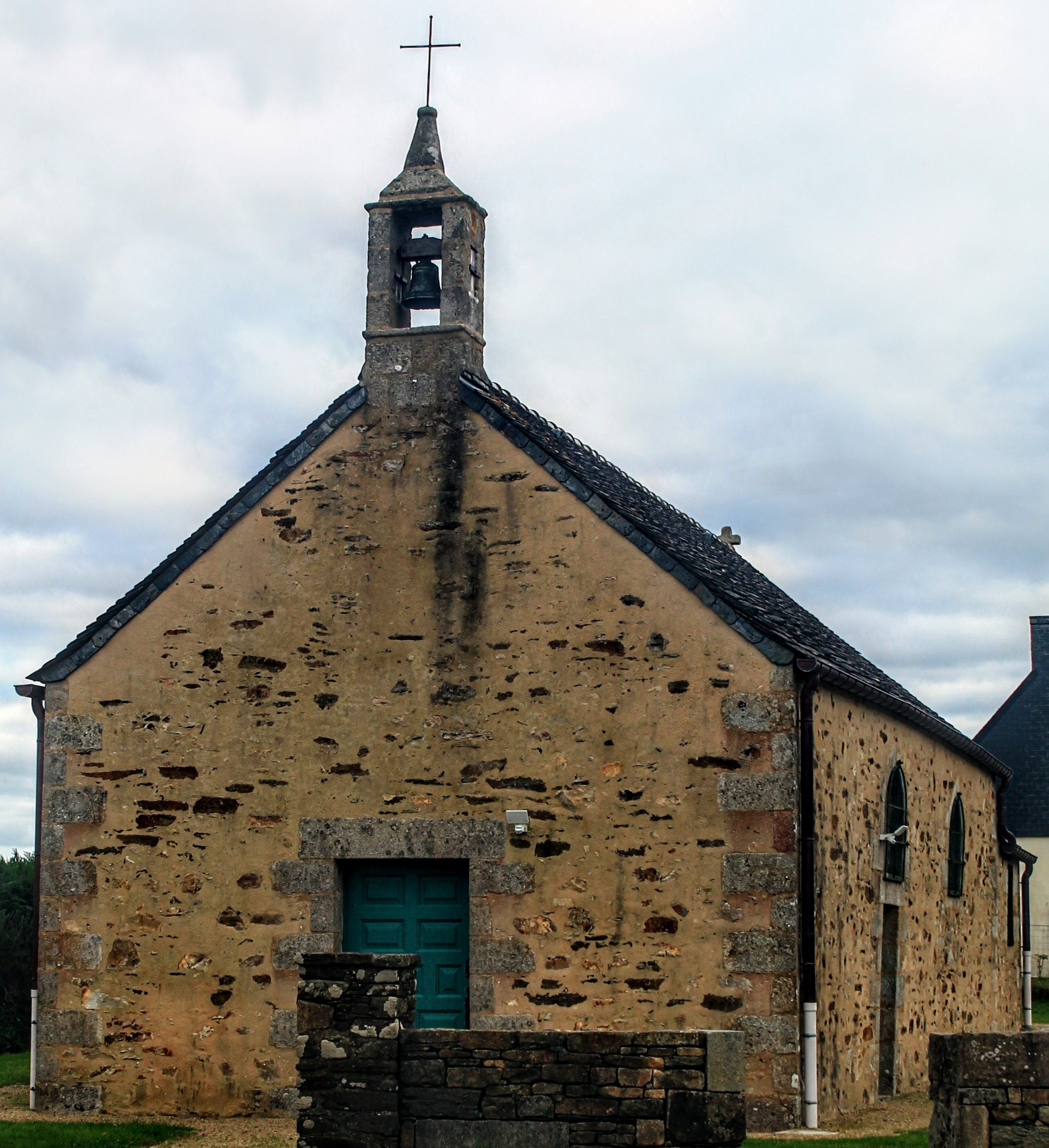

## Mobilier
En 1988, cet édifice abriterait un tableau représentant l'apparition de Sainte Philomène à un malade.

## Cloche
Le clocheton surmontant le pignon nord-ouest de la chapelle possède une cloche de volée datant de 1760 et actuellement hors-service depuis la rénovation de l'édifice (il n'y a plus de battant, ni de corde). 

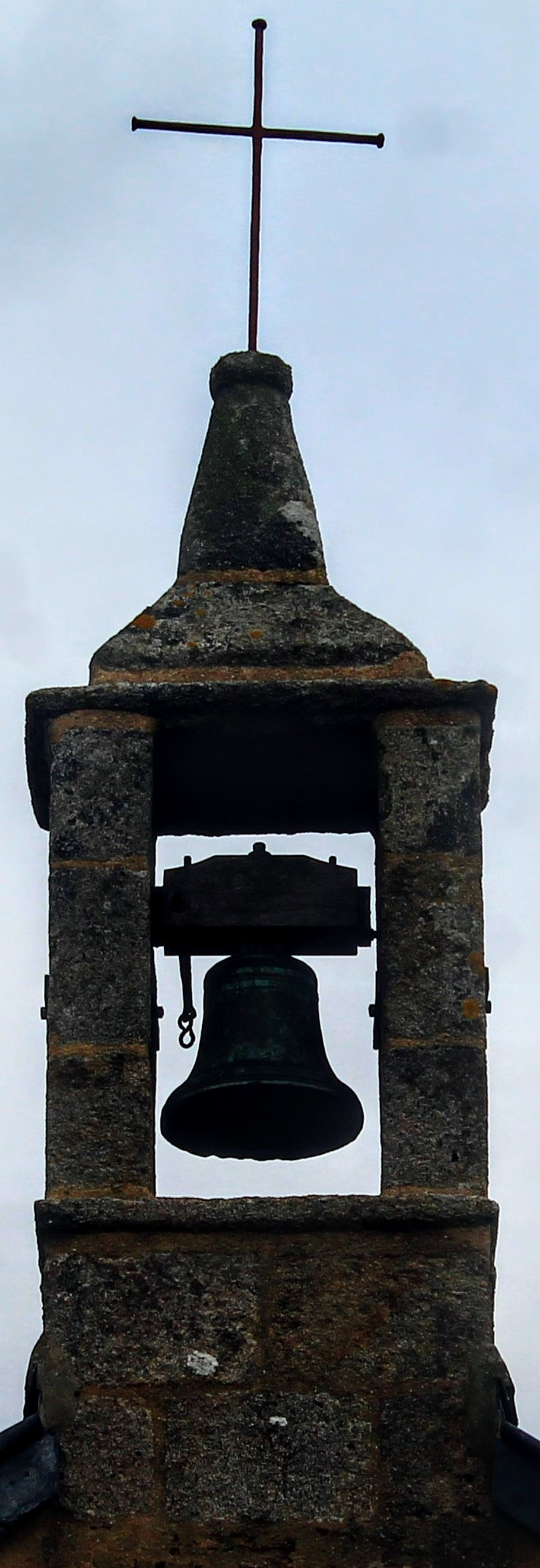
clocheton de la chapelle
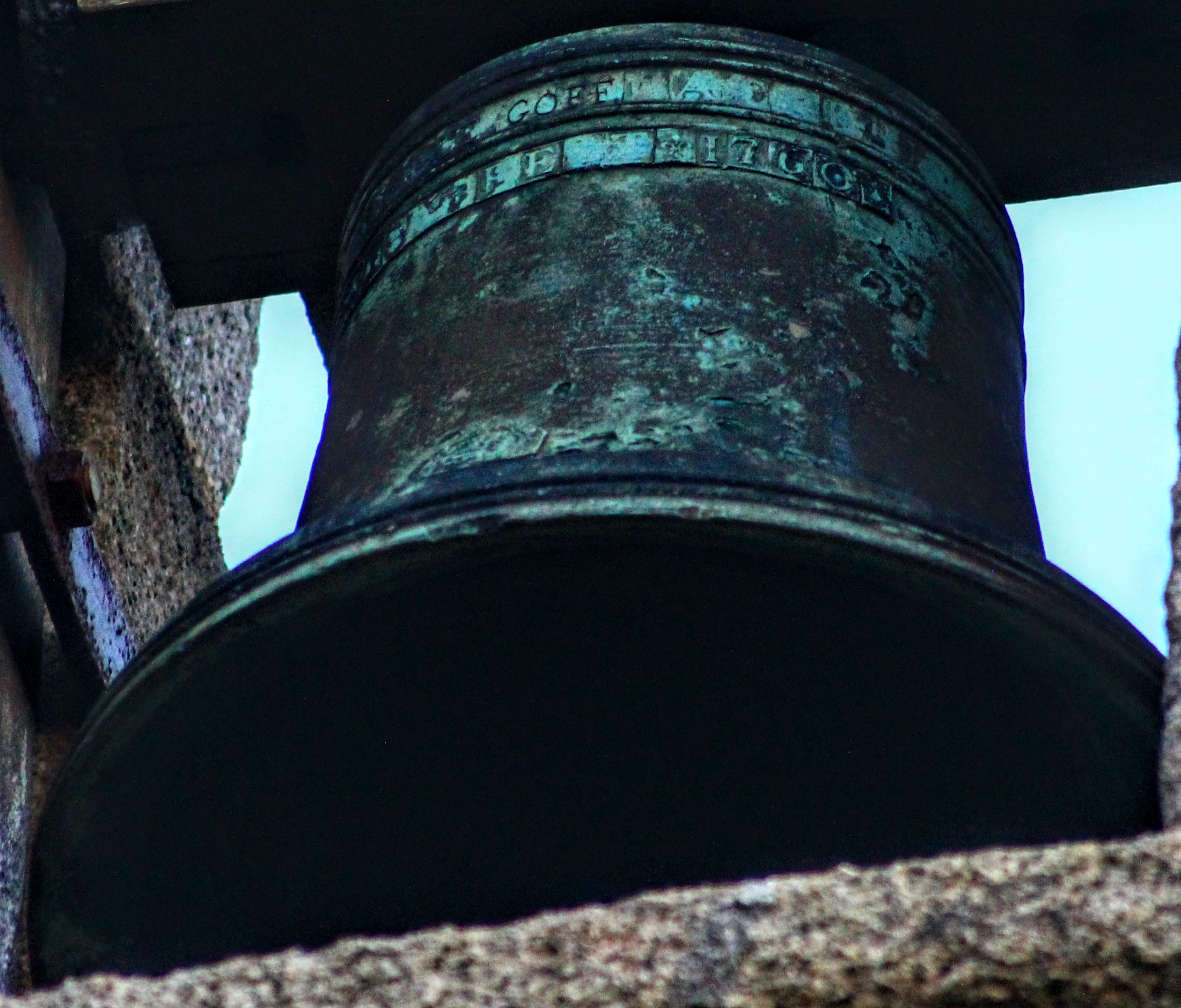
la cloche de la chapelle (vue de devant)
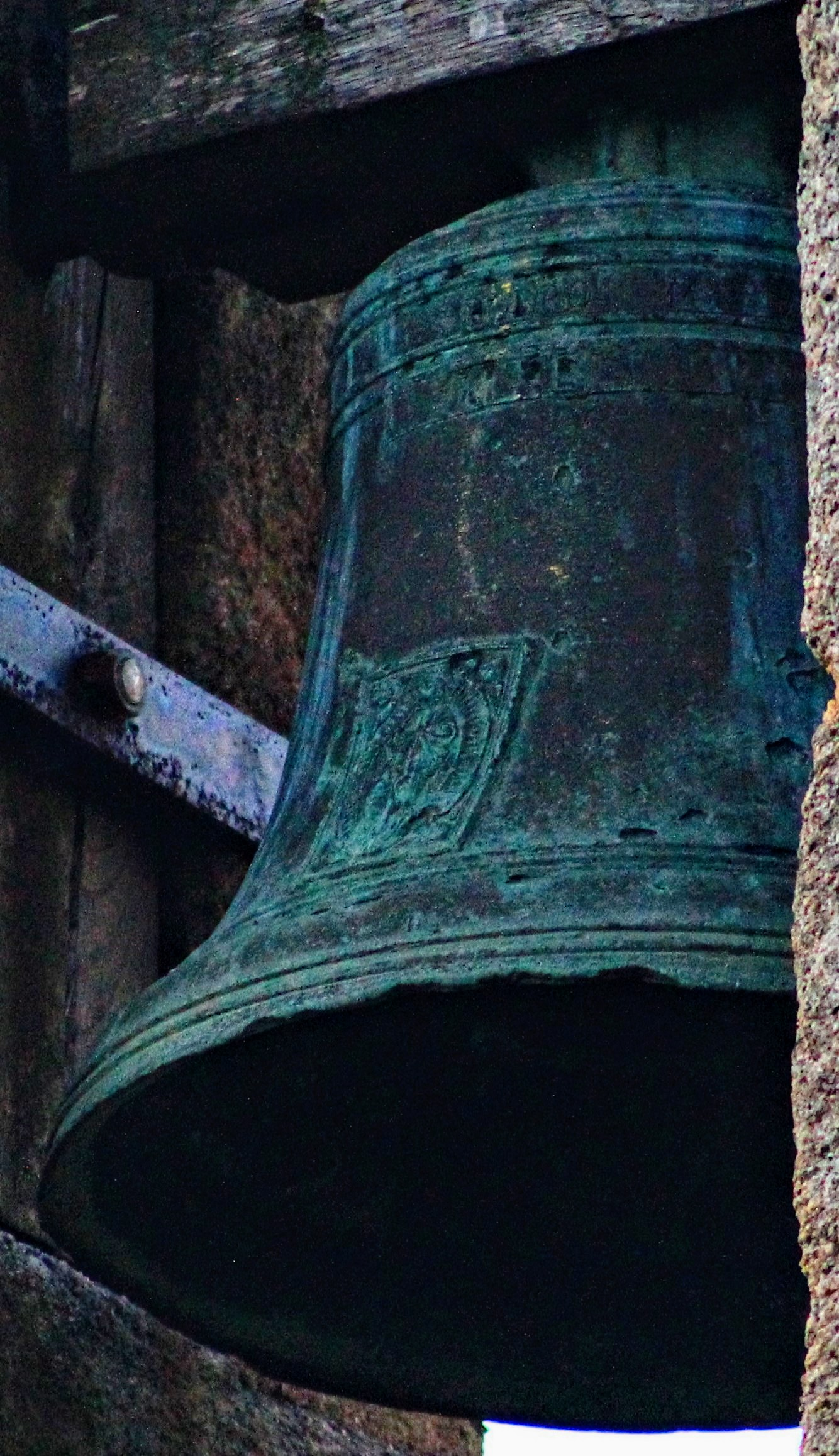
la cloche de la chapelle (vue de derrière)